# Real estate investment trust
Real estate investment trust (REIT) är en associationsform med särreglerad beskattning som finns i ett stort antal länder. REIT kan på svenska översättas Fastighetsfond, ett uttryck som används i finsk lagstiftning men den engelska förkortningen används mest även i Sverige. En REIT är ett bolag eller en investeringsfond vars syfte är att investera i fastigheter eller fastighetsobligationer eller andra fastighetsrelaterade krediter. En REIT är typiskt sett undantagen från inkomstskatt på vinster. Istället beskattas enbart investorerna för erhållna utdelningar. Därmed sker ingen dubbelbeskattning av överskottet från fastighetssektorn.
Regelverket för REIT varierar mellan olika länder där olika förutsättningar måste vara uppfyllda för att ett företag ska omfattas av REIT-regelverket och därmed undantas från beskattning. Ofta ingår krav på att minst 90% av intäkterna ska vara fastighetsrelaterade och att en viss, stor andel (exempelvis 80 %) av den årliga vinsten ska delas ut. Det kan förekomma andra detaljerade regler som till exempel skiljer på den skattemässiga behandlingen av intäkter från bostäder respektive kommersiella fastigheter eller regler för belåningsgrad eller begränsningar i val av finansieringsformer. En REIT kan börsnoteras.

## Mortgage REIT
En Mortgage REIT (mREIT) är i USA ett bolag som istället för att investera i fastigheter, antingen förvärvar fastighetsobligationer eller köper portföljer med bostadslån på andrahandsmarknaden. Bolagen kan sänka sin risk för förluster genom att köpa bostadslån som är garanterade av institut som Fannie Mae, Freddie Mac eller Ginnie Mae. Mortgage REITs är kända för att historiskt ha gett relativt hög utdelning på sina aktier.

## Historik
Den första REIT-lagstiftningen kom till i USA 1960 i form av the REIT act. Syftet var att ge investerare möjlighet att investera i fastigheter med samma skattemässiga förutsättningar som investeringar i värdepapper.
Den amerikanska lagstiftningen har fått efterföljare i mer än 20 länder. REIT-lagstiftningen tros ha varit en viktig förutsättningar för ökade investeringar i fastighetssektorn, och därmed dels gett investerare mer diversifierade investeringsportföljer, dels tillfört mer kapital som kan investeras i byggnader och anläggningar. REIT-lagstiftningen har även skapat ökad likviditet i handel med fastighetsobligationer.

## Global omfattning
2012 beräknades ca 70 % av det totala värdet på världens största fastighetsbolag utgöras av REIT. Av Financial Times globala fastighetsindex för över 400 noterade fastighetsbolag i 38 länder med ett totalt marknadsvärde på en biljon dollar hänförde sig cirka 68% av det till REIT:s.

## Fastighetsfonder i Finland
Lagen om fastighetsfonder från 1997 reglerar fastighetsfonder som är verksamma i Finland. För dessa gäller att de ska ha ett aktiekapital om minst 5 miljoner Euro, ha 80 % av omsättningen och tillgångarna från fastigheter eller aktier i andra fastighetsbolag och 90% av vinsten ska delas ut till aktieägarna. Bolaget ska vara noterat på en reglerad marknad. Ingen enskild aktieägare får äga mer än 10 % av bolaget. Bolaget kan få avvika från dessa regler de första åren eller efter dispens av Finansinspektionen. Regeln om börsnotering gäller inte om bolaget är ett kommanditbolag. 2014 är Orava Asuntorahasto det enda börsnoterade bolaget som följer den här lagen.

## Andra exempel på länder med REIT-lagstiftning
- Afrika 
  - Ghana
  - Nigeria

- Asien och Oceanien
  - Australien
  - Filippinerna
  - Förenade Arabemiraten
  - Hongkong
  - Indien
  - Japan
  - Pakistan
  - Singapore

- Europa 
  - Bulgarien
  - Frankrike
  - Storbritannien
  - Tyskland

- Nordamerika 
  - Kanada
  - USA

- Sydamerika
  - Brasilien